# FARC en Loreto
Las FARC en Loreto es un término paraguas para definir a la rama de simpatizantes y remanentes de las antiguas Fuerzas Armadas Revolucionarias de Colombia - Ejército del Pueblo (FARC-EP) en el departamento de Loreto, al oriente del Perú.
Las FARC en Loreto se dedican principalmente al cultivo y tráfico de drogas, desde el desarrollo de los acuerdos de paz entre el grupo guerrillero y el gobierno de Colombia en 2012-2016 las FARC en Loreto mantuvieron su autonomía y siguieron con sus actividades delictivas en suelo peruano.
Algunas facciones de las disidencias de las FARC-EP emigraron desde el sur colombiano hasta los bordes de las provincias loretanas fronterizas de Putumayo y Mariscal Ramón Castilla, aunque mantienen una estructura diferente a las FARC en Loreto.

## Historia

### Instalación en la selva peruana

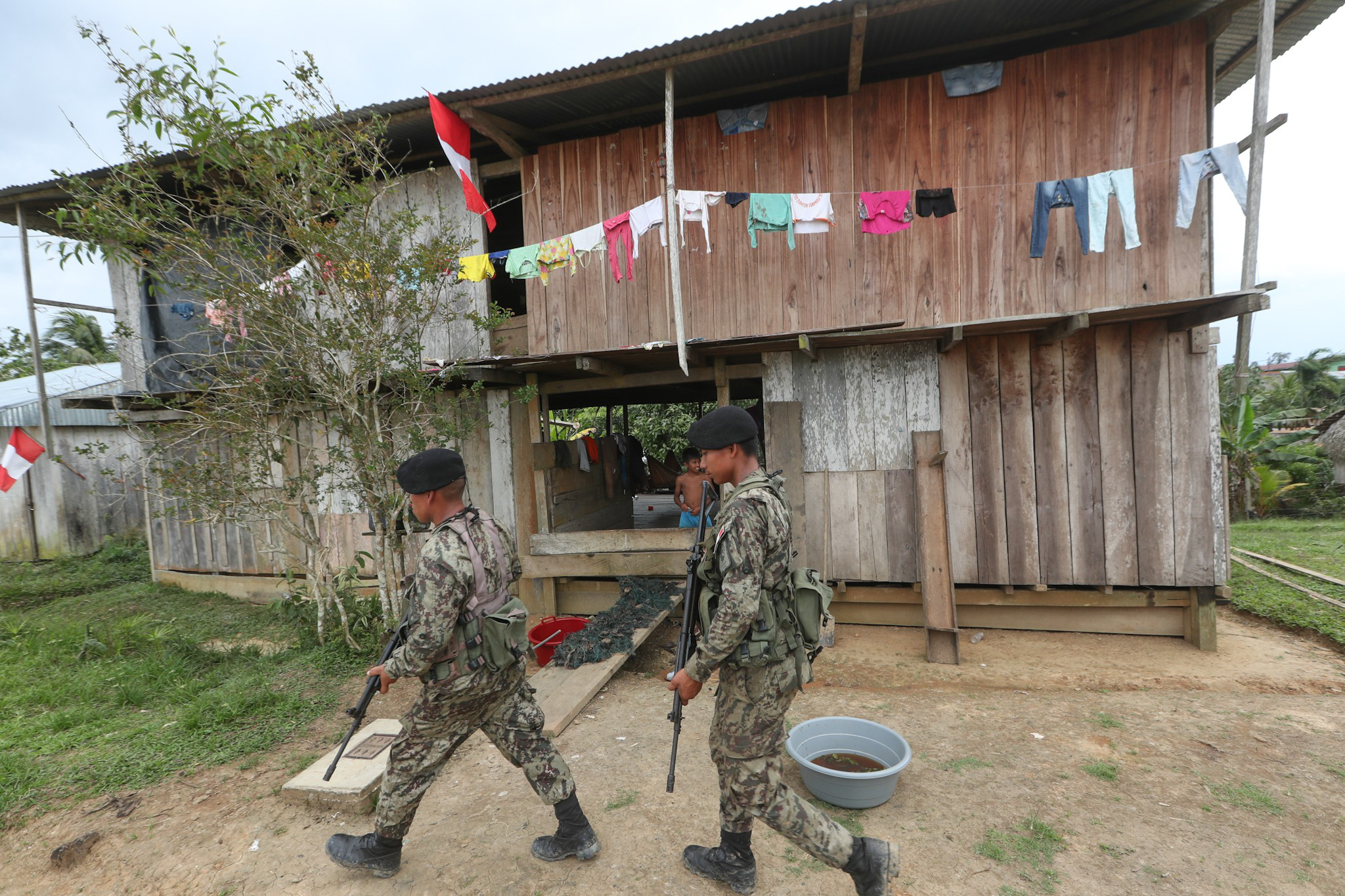
Soldados del Ejército peruano patrullan la localidad de Soplín Vargas, provincia de Putumayo en 2018.

Las FARC llegaron al noreste del departamento de Loreto de forma permanente a inicios de 2002 luego de ser expulsados de la cuenca del río Caquetá en Colombia. Sus primeros sembríos de hoja de coca se dio en la cuenca del río Napo en la provincia peruana de Maynas, así mismo se registró que la guerrilla colombiana estaba reclutando forzadamente a niños peruanos indígenas de la provincia de Putumayo.
La Comisión de Defensa Nacional, Orden Interno, Desarrollo Alternativo y Lucha contra las Drogas del Congreso de la República liderado por Luis Gonzales Posada expresó lo siguiente:

Actualmente (los guerrilleros) se ubican en una zona de sembrío de hoja de coca, de más de cinco mil hectáreas, ubicada dentro la zona del Alto Putumayo, teniendo como referente el río Napo y la quebrada Santa María, hacia la zona de Putapishco.

El gobierno peruano registró que por lo menos el 80% de los jóvenes participaron al menos una vez en su vida dentro de la guerrillera como niños soldados o cultivadores de coca, también la FARC en Loreto capturan a taladores ilegales de madera para hacerlos trabajar para ellos obligatoriamente.
Gonzales Posada indicó que el incremento de las FARC en Loreto se da por la casi nula presencia del Estado peruano, Fuerzas Armadas y la Policía Nacional.

### Operaciones

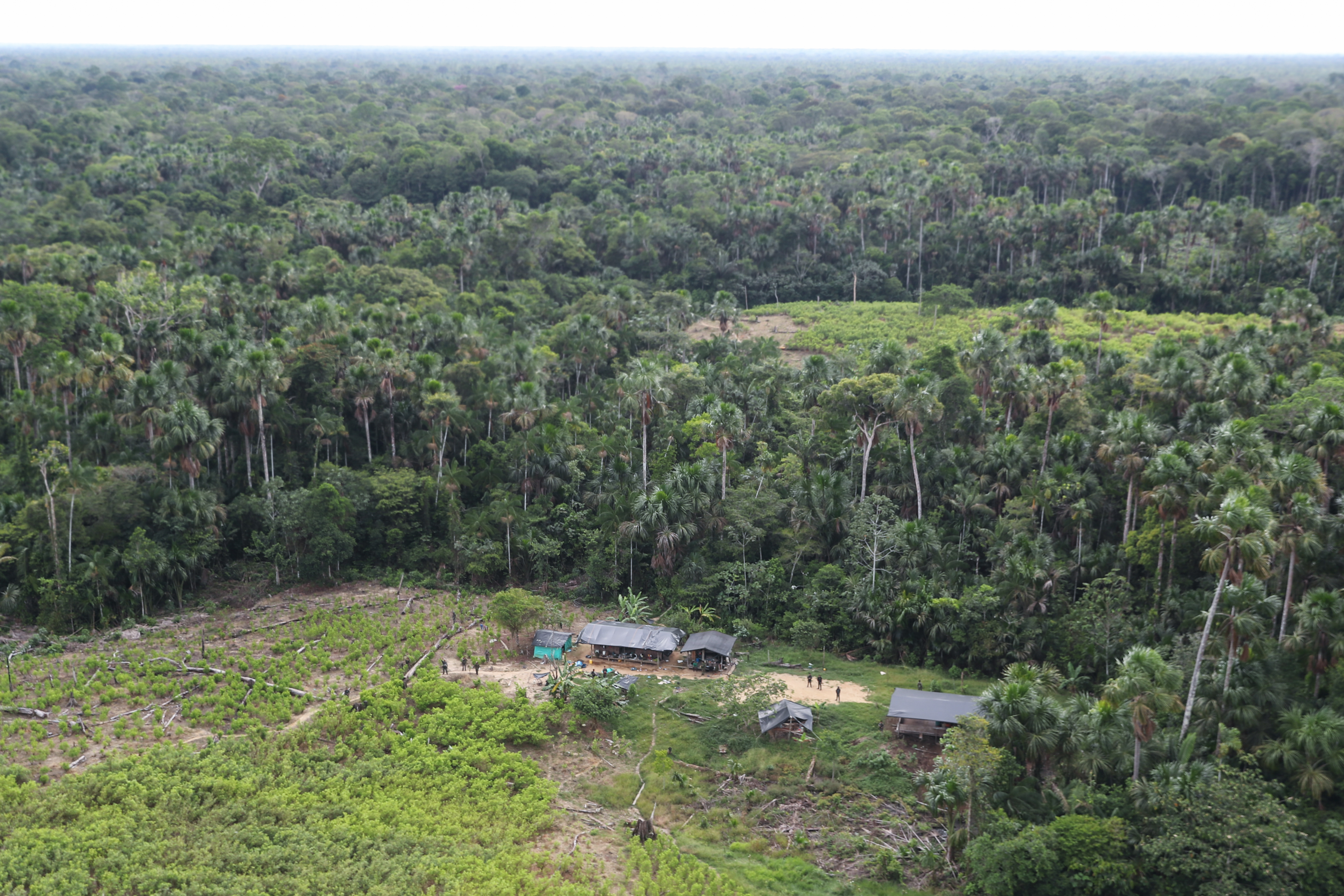
Destrucción de un laboratorio de elaboración de droga perteneciente a las FARC en Loreto en la provincia de Putumayo por parte del Ejército peruano.

Un hombre identificado como camarada Tiberio apareció como el líder de la facción guerrillera en Loreto durante una entrevista al diario El Comercio le comunicó que «Las FARC no harán ningún problema en esta frontera. Al contrario, seguirán apoyando a muchos que se mueren por falta de medicina y hambre, ya sean peruanos, brasileños o colombianos». Lo dicho por Tiberio fue desmentido luego de encontrarse en los computadores de los guerrilleros colombianos Raúl Reyes (2008), Mono Jojoy (2010) y Alfonso Cano (2011) indicios de relaciones entre las FARC-EP y los remanentes del grupo terrorista Sendero Luminoso en el vraem específicamente el Comité Base Mantaro Rojo. Tiberio fue asesinado en 2004.

## Narcomigración
En 2007 y 2015 se registró una fuerte ola migratoria de colombianos con vínculos a la FARC en Loreto y miembros desplazados de las Disidencias de las FARC-EP en las ciudades loretanas de Caballococha, Santa Rosa del Estrecho, etc.

## Relación con las Disidencias de las FARC-EP
Las FARC en Loreto se encontraban en Perú desde el 2002, mientras que las disidencias recién llegaron entre 2015-2016 tras el acuerdo de paz entre las FARC-EP y el gobierno colombiano en 2016; lo común era que miembros de las disidencias se diluyan en las FARC loretanas. Aunque desde 2018 las tropas de las disidencias se encuentran estacionadas en la ribera del río Putumayo y tienen afinidad a los ideales de Édgar Salgado Rodrigo Cadete, Gener García Molina John 40 y Miguel Botache, Gentil Duarte, las disidencias también manejan sus propios sistemas de reclutamiento, que se limita a la provincia de Putumayo.
Otro punto de diferencia es que las FARC en Loreto desde 2002 está formado por una amplia cantidad de peruanos que desde pequeños crecieron sirviendo a la guerrillera colombiana.